# Dallas Open 1983
Il Dallas Open 1983 è stato un torneo di tennis giocato sul sintetico indoor. È stata la 1ª edizione del Dallas Open, che fa parte del Volvo Grand Prix 1983. Si è giocato a Dallas negli Stati Uniti dal 12 al 18 settembre 1983.

## Campioni

### Singolare maschile
Andrés Gómez ha battuto in finale  Brian Teacher con il punteggio di 6–7, 6–1, 6–1

### Doppio maschile
Nduka Odizor /  Van Winitsky hanno battuto in finale  Steve Denton /  Sherwood Stewart con il punteggio di 6–3, 7–5